# Bedřich Bezděk
Bedřich Jan František Bezděk (18. července 1876 Vídeň – 12. srpna 1943 Brno) byl český a československý politik a meziválečný poslanec Národního shromáždění za Československou stranu lidovou.

## Biografie
Pocházel z chudé dělnické rodiny. V Šaškově tiskárně ve Velkém Meziříčí se vyučil tiskařem a byl zaměstnán v tiskárně rajhradských benediktinů. Již jako mladý typograf se dostal do skupiny křesťanskosociálních pracovníků sdružených kolem Jana Šrámka a zapojil se do jeho hnutí (Moravsko-slezská křesťansko-sociální strana na Moravě). Počátkem 20. století řídil časopis pro katolické dělnictvo Budoucnost. Roku 1906 byl zvolen do ústředního představenstva Všeodborového sdružení křesťanského dělnictva a roku 1912 se stal předsedou křesťanskosociální organizace typografů. Za katolické strany kandidoval již při volbách do Moravského zemského sněmu roku 1913. Po vzniku ČSL působil jako člen zemského výkonného výboru v Brně, předseda tiskové společnosti strany a družstevní Moravsko-slezské jednoty. I nadále působil v odborovém hnutí a po secesi Čuříkových odborů byl roku 1929 zvolen ústředním jednatelem nové odborové ústředny ČSL na Moravě – Všeodborového sdružení křesťanského dělnictva. Roku 1935 se stal jeho místopředsedou a zastupoval ve vedení katolických odborů předsedu strany Jana Šrámka.
V letech 1918–1920 zasedal v Revolučním národním shromáždění. V parlamentních volbách v roce 1920 se stal poslancem Národního shromáždění a mandát obhájil ve všech následujících volbách, tedy v parlamentních volbách v roce 1925, parlamentních volbách v roce 1929 i parlamentních volbách v roce 1935. Poslanecké křeslo si oficiálně podržel do zrušení parlamentu roku 1939, přičemž krátce předtím ještě v prosinci 1938 přestoupil do nově vzniklé Strany národní jednoty.
Profesí byl knihtiskař a jednatel Ústřední říšské rady křesťanského dělnictva. Podle údajů z roku 1935 bydlel v Brně.